# Waldmühlen

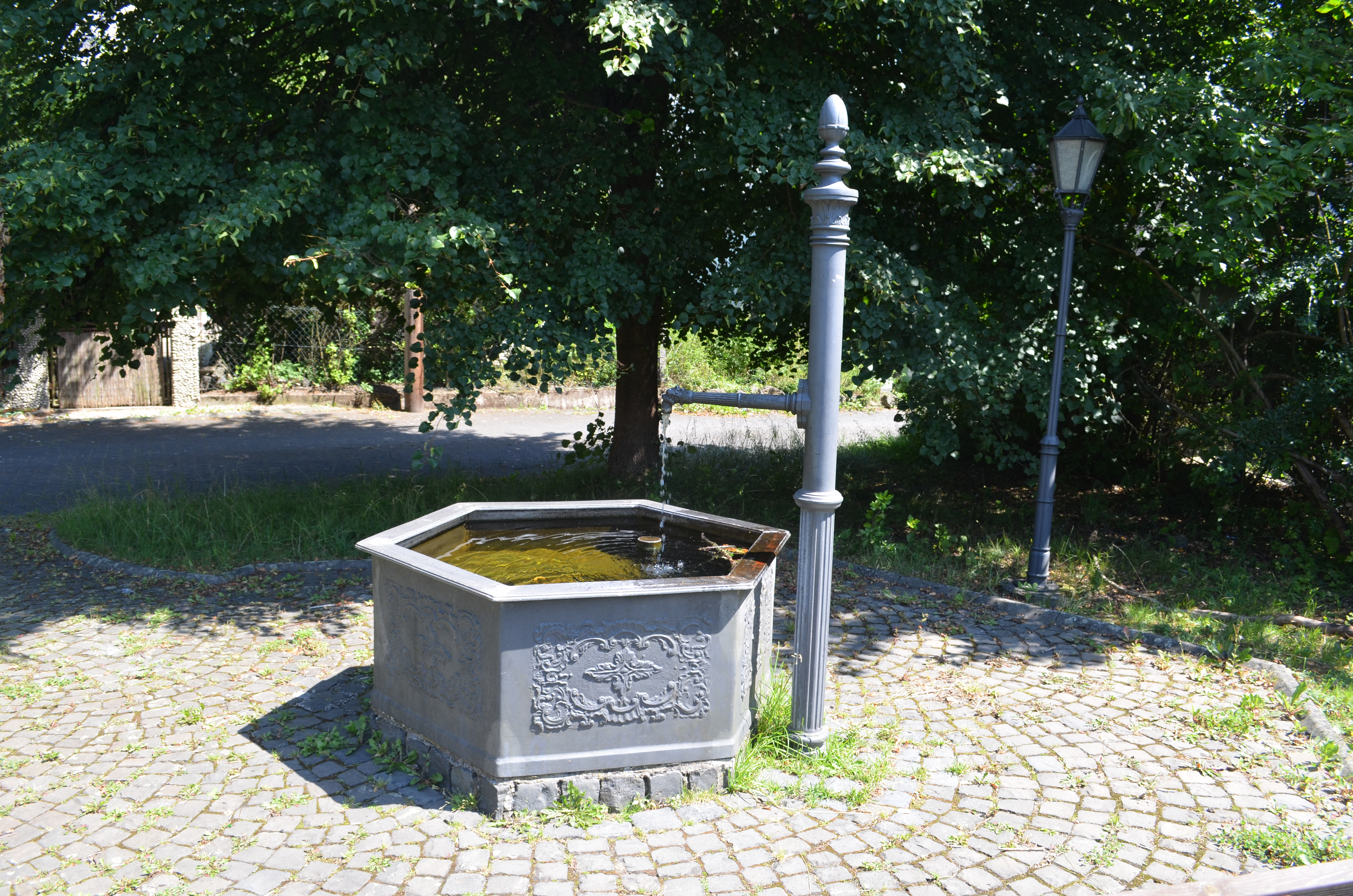
Denkmalgeschützter Brunnen

Waldmühlen ist eine Ortsgemeinde im Westerwaldkreis in Rheinland-Pfalz. Sie gehört der Verbandsgemeinde Rennerod an.

## Geographische Lage
Die Gemeinde liegt im Westerwald zwischen Siegen und Limburg an der Lahn. Der Holzbach kreuzt die B 54 am Ortsrand.

## Geschichte
Der Ort wurde 1480 als Walkmohle erstmals urkundlich erwähnt.
Will man den Ortsnamen „Waldmühlen“ erklären, so lässt die heutige Schreibweise auf eine „Waldmühle“ schließen. Die ersten namentlichen Erwähnungen des Ortes und die dabei verwendeten Schreibweisen geben eine bessere Erklärung. In alten Urkunden heißt es „von der Walckmohle“ (1480), „Walckmühlen“ (1524) und „Walckmüln“ (1543). Erst 1752 wird die heutige Schreibweise verwendet. Die früheren Nennungen weisen also auf eine Walkmühle und damit zum Gewerbe der Wollweber hin, deren Tuche in der Mühle gewalkt wurden. Auch in späteren Jahren war der kleine Ort südlich von Rennerod für die regionale Tuchverarbeitung von Bedeutung. 1787 zählt man 72 Baumwollspinner und 1792 gründete Jakob Buchner hier eine Baumwollfaktorei.
Obwohl die genannte Walkmühle wohl schon 1592 verfallen war, setzte der Ort seine Mühlentradition fort. 1653 baute Christ Sauer eine Schneidmühle, die später als Öl- und Mahlmühle betrieben wurde. Oberhalb des Ortes baute Johann Hans 1719 eine weitere Mühle, die später Schlossermühle genannt wurde.
In dem bereits 1330 genannten Eichelerhof (im Nordostteil des Dorfes gelegen) vermutet der Historiker Hellmuth Gensicke eine Vorläufersiedlung des Ortes. Dem Kloster Seligenstadt standen hier von 1330 bis um 1520 Geld- und Käsezinsen zu. Die Wüstung Himmenhain (Ersterwähnung 1213/15) als Gründungszelle zu Waldmühlen anzusehen, muss in Frage gestellt werden.
Der Ort hat seit seiner Entstehung viele Landesherren erlebt. Zunächst waren die Grafen von Nassau-Diez Herrn im Raum Rennerod. Von kurzen Unterbrechungen abgesehen, waren die einzelnen nassauischen Herrschaftshäuser über Jahrhunderte hinweg Landesherren von Waldmühlen. 1806 erfolgte der Übergang von Nassau-Oranien zum Großherzogtum Berg.
1816 endete die französische Herrschaft und Waldmühlen war im Herzogtum Nassau dem Amt Rennerod zugehörig.
Die Schulgeschichte reicht zurück bis in das Jahr 1720. Damals wurde eine Winterschule abgehalten und zwar bis 1811 noch immer von Haus zu Haus reihum. 1831 wurde die erste Schule erbaut. 1927 erfolgte der Bau der neuen Schule, die heute als Wohnhaus genutzt wird. Der Schulbetrieb wurde 1969 eingestellt.
1931 gab es im Dorf zwei Mühlen, eine Schmiede, ein Sägewerk, einen Kolonialwarenhändler und zwei Gaststätten. Hiervon blieb dem Ort über die Jahre nur die Gaststätte „Kastanienhof“ erhalten. Alle übrigen Gewerbe wurden eingestellt.
1490 werden sechs Hausgesässe genannt, 1564 18 Mann, 1630 30 Untertanen, 1665 neun Haushalte mit Kühen, 1738 26 Feuerstätten, 1777 45 Häuser und 1810 252 Einwohner.
Im Westen der heutigen Gemarkung Waldmühlen befand sich das wüst gefallene Küchenhofen, das möglicherweise nur ein Gehöft war. Kurz nach der Ersterwähnung war es nicht mehr bewohnt.

## Religion

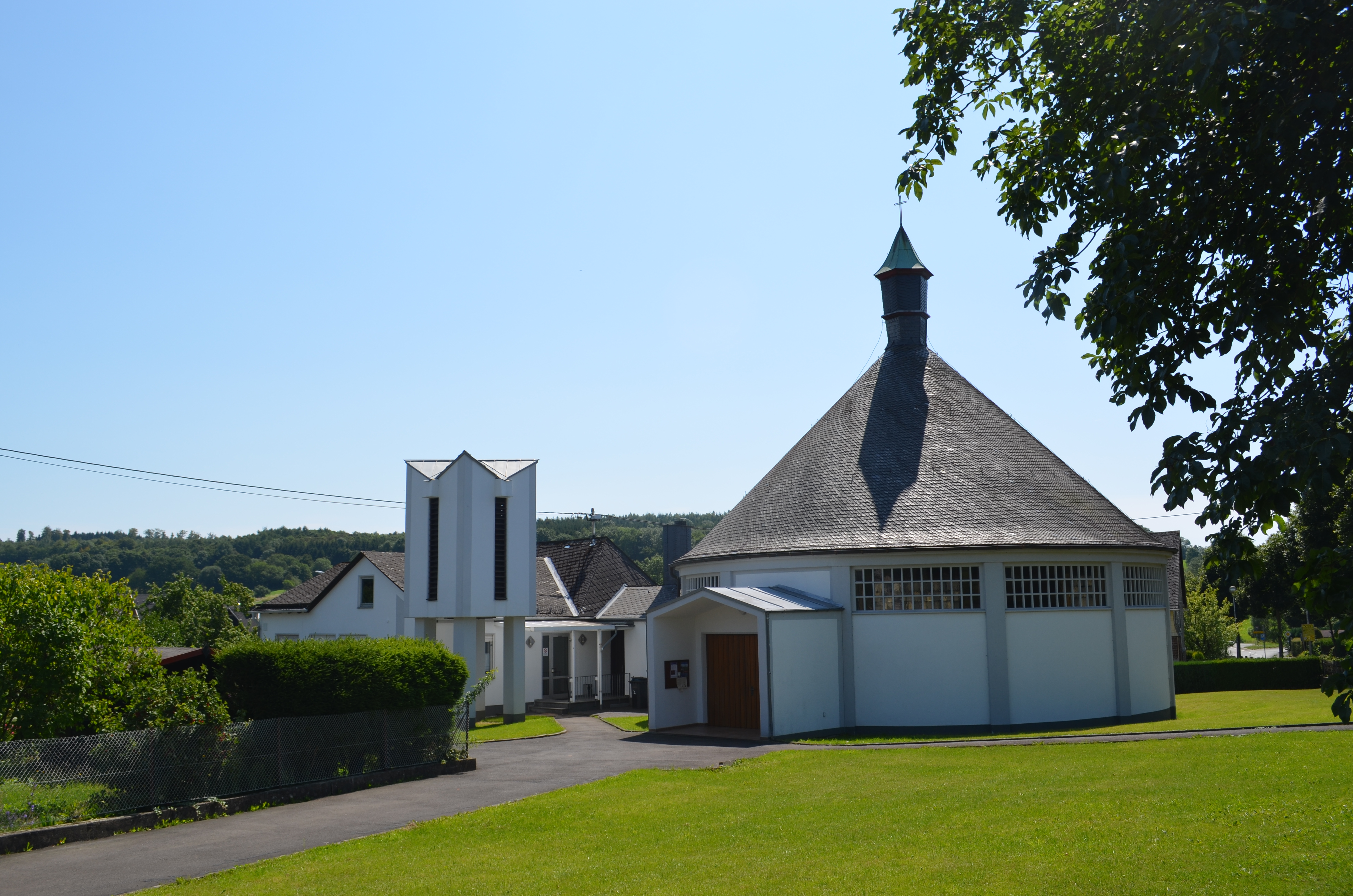
Filialkirche St. Johannes der Täufer

Kirchlich gehörte der Ort bis 1614 zum Nachbarort Seck, danach zu Rennerod. Im Juni 1957 begannen die Arbeiten zum Bau der Kapelle.
Die Filialkirche St. Johannes der Täufer in Waldmühlen gehört zur katholischen Pfarrgemeinde St. Hubertus in Rennerod, Bistum Limburg. Die etwa 70 evangelischen Christen in Waldmühlen gehören der evangelischen Kirchengemeinde Rennerod, Evangelische Kirche in Hessen und Nassau, an.

## Kulturdenkmäler
Siehe Liste der Kulturdenkmäler in Waldmühlen

## Politik

### Bürgermeister
Michael Reitz wurde am 20. Oktober 2021 Ortsbürgermeister von Waldmühlen, nachdem er das Amt als bisheriger Erster Beigeordneter bereits seit Juni geschäftsführend ausgeübt hatte. Bei der Direktwahl am 26. September 2021 war er mit einem Stimmenanteil von 93,8 % gewählt worden. Er wurde im Juni 2024 wiedergewählt.
Der Vorgänger von Reitz, Guntram Janz, war bei der Direktwahl am 26. Mai 2019 mit einem Stimmenanteil von 84,67 % für weitere fünf Jahre in seinem Amt als Ortsbürgermeister bestätigt worden. Mit Wirkung zum 6. Juni 2021 legte er jedoch sein Amt vorzeitig nieder.

### Wappen
| Wappen von Waldmühlen | Blasonierung: „Spätgotischer Rundschild, wellförmig geteilt, oben in Gold ein roter Kleeblattkreuzstab, begleitet von je einem schrägrechts bzw. schräglinks gestellten grünen Eichenblatt, unten in Blau ein goldenes Mühlenrad.“ |
| Wappen von Waldmühlen | |

## Verkehr
- Direkt durch den Ort verläuft die B 54, die Limburg an der Lahn mit Siegen verbindet.
- Die nächsten Autobahnanschlussstellen sind Herborn und Haiger-Burbach an der A 45 (Dortmund-Gießen), weiterhin Montabaur und Limburg-Nord an der A 3 (Köln–Frankfurt am Main), alle zwischen 20 und 25 Kilometer entfernt.
- ICE-Stationen in der Nähe sind die Bahnhöfe Montabaur bzw. Limburg Süd, beide an der Schnellfahrstrecke Köln–Rhein/Main. Montabaur wird auch von der Unterwesterwaldbahn angefahren.

## Persönlichkeiten
- Johann Georg Rau (* 1809 in Waldmühlen; † 1872 in Limburg an der Lahn), römisch-katholischer Geistlicher und nassauischer Politiker